# 快元 (臨済宗)
快元（かいげん、生年不詳 - 応仁3年4月21日（1469年6月1日））は、室町時代中期の臨済宗の僧。
鎌倉円覚寺の喜禅から易学を学んだ。1439年（永享11年）ごろ、当時衰退していた足利学校を再興した関東管領上杉憲実に招かれ、学校の庠主（＝校長）となった。1446年（文安3年）「学規」を制定、三注・四書六経・列子・荘子・老子・史記・文選以外は講義しないという足利学校の原則を確認し、儒学中心の学校とした。「春秋」を学ぼうと中国の明に渡ろうと九州まで行ったが目的を果たせなかったという。